# Великая (река, впадает в Псковское озеро)
Вели́кая — река в Псковской области России, впадает в Псковское озеро. Относится к бассейну реки Нарва (через Чудско-Псковское озеро) и в целом к бассейну Балтийского моря.

## Основные сведения

Карта бассейна реки Нарва, в том числе реки Великая и Псковско-Чудского озера

Длина реки — 430 км, площадь водосборного бассейна — 25 200 км², среднегодовой расход воды в устье — 134 м³/с. Исток реки — система родников, которая находится на Бежаницкой возвышенности, в Новосокольническом районе, примерно в полутора километрах к юго-востоку от озера Ельно. Река впадает в Псковско-Чудское озеро.
Весной половодье до полутора метров. Ледостав с ноября по апрель. Судоходна в нижнем течении. На реке расположены города Опочка, Остров, Псков. На берегах реки расположено множество объектов культурно-исторического значения. В верховьях Великая пользуется популярностью у рыбаков, водных туристов и любителей отдыха на природе.
Основные притоки — Идрица, Синяя, Утроя, Кухва, Вяда, Кудеб, Исса (левые); Алоля, Кудка, Сороть, Черёха, Пскова (правые).
На правом берегу реки расположен Снетогорско-Муровицкий памятник природы.
Высота устья — 30 м над уровнем моря (урез Псково-Чудского озера), эта отметка с незначительным изменением продолжается до Малой Гоголевки, далее начинается медленное поднятие высоты, достигая максимума у истока ок. 250 м.

## Характеристика по течению реки
Исток Великой находится на Бежаницкой возвышенности, в 4 км к северу от озера Большой Вяз и в 1 км к востоку от озера Ельно в Вязовской волости Новосокольнического района. В верховьях протекает цепочку озёр — Большой Вяз, Ходшо, Большое Остриё, Хвойно, Ченое. После них на протяжении 15 километров река шириной 7—10 метров быстро течёт в лесистых берегах, сильно петляя. На этом участке на реке две плотины. Ниже по течению река протекает большое озеро Верято (Копылковское водохранилище). По выходе из озера ширина реки составляет 15—20 метров, здесь же, у деревни Копылок находится частично демонтированная и сейчас недействующая Копылковская ГЭС. Далее река течёт на запад, чередуя плёсы с мелкими каменистыми перекатами. Берега очень живописные, покрыты сосновым лесом. На участке до устья правого притока Алоли Великая проходит ещё несколько озёр — Быстрое, Ясское, Зверино и Езерище. Между Быстрым и Ясским у деревни Поддубье — разрушенная плотина Поддубской ГЭС.
На участке между устьями Алоли и Идрицы река преодолевает порожистый участок, который, однако, в половодье полностью скрывается под водой. За устьем Идрицы река резко поворачивает на север. В этом районе, недалеко от деревни Максютино, находится действующая Максютинская ГЭС. Ширина реки увеличивается до 30—40 метров, лесов по берегам становится меньше, населённость берегов больше, перекаты попадаются реже. На участке до Опочки на реке ещё несколько плотин, в том числе и действующая Шильская ГЭС у деревни Шильское.

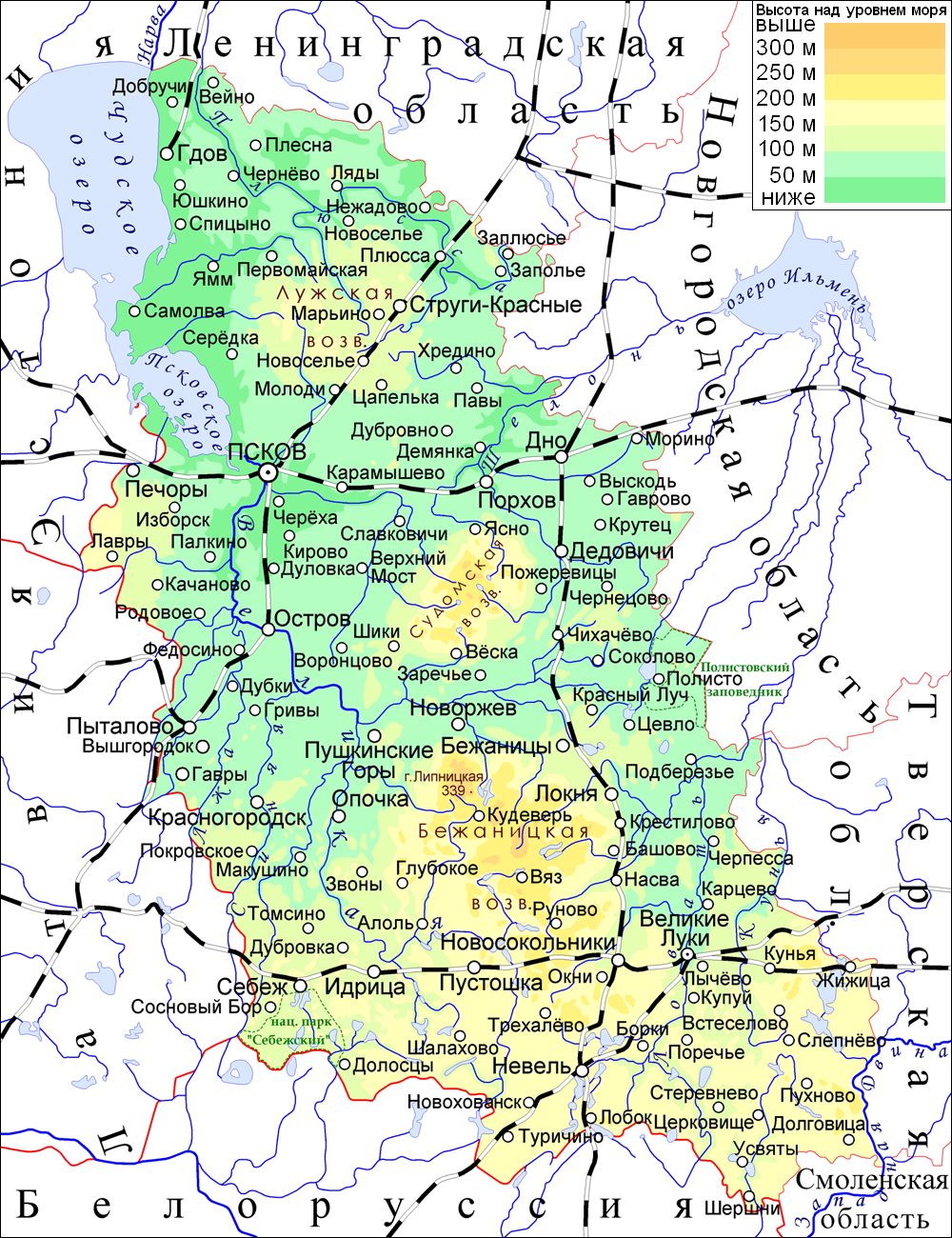
Физическая карта Псковской области

Ниже Опочки после впадения справа Кудки леса по берегам почти исчезают, скорость течения ослабевает. В месте, где в Великую впадает Сороть, она протекает в 5 километрах от посёлка Пушкинские Горы и Пушкинского заповедника. Начиная от устья Синей ширина Великой возрастает до 60—70 метров. До города Остров река преодолевает ещё один порожистый участок и образует здесь многочисленные острова с протоками между ними. Ширина реки в городе Острове около 100 метров.
Ниже Острова Великая на протяжении пяти километров принимает сразу три больших левых притока — Утрою, Кухву и Вяду. Ширина реки держится около 100 метров, скорость течения сильно ослабевает. Берега здесь намного более населённые, это связано с близостью агломерации города Пскова. Непосредственно перед Псковом на Великой расположен ещё один короткий и крайне мелкий порожистый участок — Выбутские пороги, по названию исторического места Выбуты. После того, как река принимает уже в черте города два правых притока Черёху и Пскову, ширина Великой составляет более 200 метров, достигая 320 метров у моста Александра Невского в городе Пскове, и 700—750 метров у входа в дельту. Далее Великая впадает в Псковское озеро 12 километрами ниже Псковского Кремля, формируя небольшую дельту, основными протоками которой являются Гладышная, Средняя, Ворона. Ширина дельты Великой около 3 километров.

## Притоки
В приведённой ниже таблице указаны все левые и правые притоки реки Великая (кроме ручьёв и безымянных рек), от устья к истоку, а также их крупные притоки длиной свыше 30 км.
| Расстоя- ние от устья (км) | Левый приток / Правый приток | Притоки притоков            | Длина (км) | Площадь водо- сбора (км²) |
| -------------------------- | ---------------------------- | --------------------------- | ---------- | ------------------------- |
| 5                          | Каменка                      |                             | 10         |                           |
| 17                         | Пскова                       |                             | 102        | 1000                      |
|                            | ↑                            | Псковица (слева)            | 52         | 198                       |
|                            | ↑                            | Торошинка (справа)          | 30         | 196                       |
| 19                         | Мирожка (Мирожа)             |                             | 6          |                           |
| 23                         | Промежица                    |                             | 2,5        |                           |
| 24                         | Черёха                       |                             | 145        | 3230                      |
|                            | ↑                            | Кебь (справа)               | 93         | 872                       |
|                            |                              | ↑Кебца (Копца) (слева)      | 36         | 155                       |
|                            | ↑                            | Петенка (справа)            | 46         | 251                       |
|                            | ↑                            | Лиственка (справа)          | 46         | 370                       |
|                            | ↑                            | Лзна (Алзна) (слева)        | 42         | 214                       |
|                            | ↑                            | Дубня (Руденка) (справа)    | 40         | 214                       |
|                            | ↑                            | Дубенка (Дубна) (справа)    | 34         | 108                       |
| 26                         | Многа                        |                             | 58         | 665                       |
|                            | ↑                            | Дубина (справа)             | 41         | 176                       |
| 43                         | Щепец                        |                             | 30         | 233                       |
| 56                         | Смолинка                     |                             | 12         |                           |
| 58                         | Кудеб                        |                             | 82         | 760                       |
|                            | ↑                            | Лидва (слева)               | 31         | 144                       |
| 82                         | Веда (Вяда)                  |                             | 83         | 1160                      |
|                            | ↑                            | Кира (Кирь) (справа)        | 60         | 295                       |
|                            | ↑                            | Ворожа                      | 55         | 184                       |
|                            | ↑                            | Лиепна (слева)              | 50         | 248                       |
| 85                         | Кухва                        |                             | 106        | 828                       |
|                            | ↑                            | Рика (слева)                | 156        | 136                       |
| 87                         | Утроя (Ритупе)               |                             | 176        | 3000                      |
|                            | ↑                            | Лжа (Лудза) (справа)        | 156        | 1570                      |
|                            | ↑                            | Лада (справа)               | 40         | 262                       |
| 92                         | Щепец                        |                             | 43         | 326                       |
| 107                        | Пенная                       |                             | 23         | 114                       |
| 114                        | Стебня                       |                             | 12         |                           |
| 118                        | Мошна (Ершовка)              |                             | 12         |                           |
| 119                        | Светик (Линенка)             |                             | 11         |                           |
| 129                        | Синяя (Зилупе)               |                             | 195        | 2040                      |
|                            | ↑                            | Истра (слева)               | 39         | 269                       |
|                            | ↑                            | Верша (справа)              | 30         | 252                       |
| 132                        | Иловка                       |                             | 16         |                           |
| 143                        | Вревка                       |                             | 20         |                           |
| 150                        | Петь                         |                             | 18         |                           |
| 161                        | Сороть                       |                             | 80         | 3910                      |
|                            | ↑                            | Льста (Лонница) (слева)     | 80         | 1310                      |
|                            | ↑                            | Уда (справа)                | 63         | 871                       |
|                            |                              | ↑Деревка (справа)           | 33         | 134                       |
|                            | ↑                            | Ашевка (справа)             | 33         | 335                       |
|                            | ↑                            | Севка (справа)              | 33         | 137                       |
| 178                        | Исса                         |                             | 174        | 1580                      |
|                            | ↑                            | Веть (справа)               | 57         | 426                       |
| 181                        | Шесть                        |                             | 64         | 450                       |
| 199                        | Кудка                        |                             | 55         | 490                       |
|                            | ↑                            | Изгожка (Изгожица) (справа) | 35         | 214                       |
| 255                        | Черница                      |                             | 16         | 311                       |
| 298                        | Идрица                       |                             | 17         | 319                       |
| 306                        | Неведрянка                   |                             | 55         | 564                       |
| 323                        | Алоля (Алоль)                |                             | 105        | 860                       |
|                            | Крупянка (Крупея)            |                             | 28         | 238                       |
| 385                        | Язница                       |                             | 2          |                           |

## Галерея

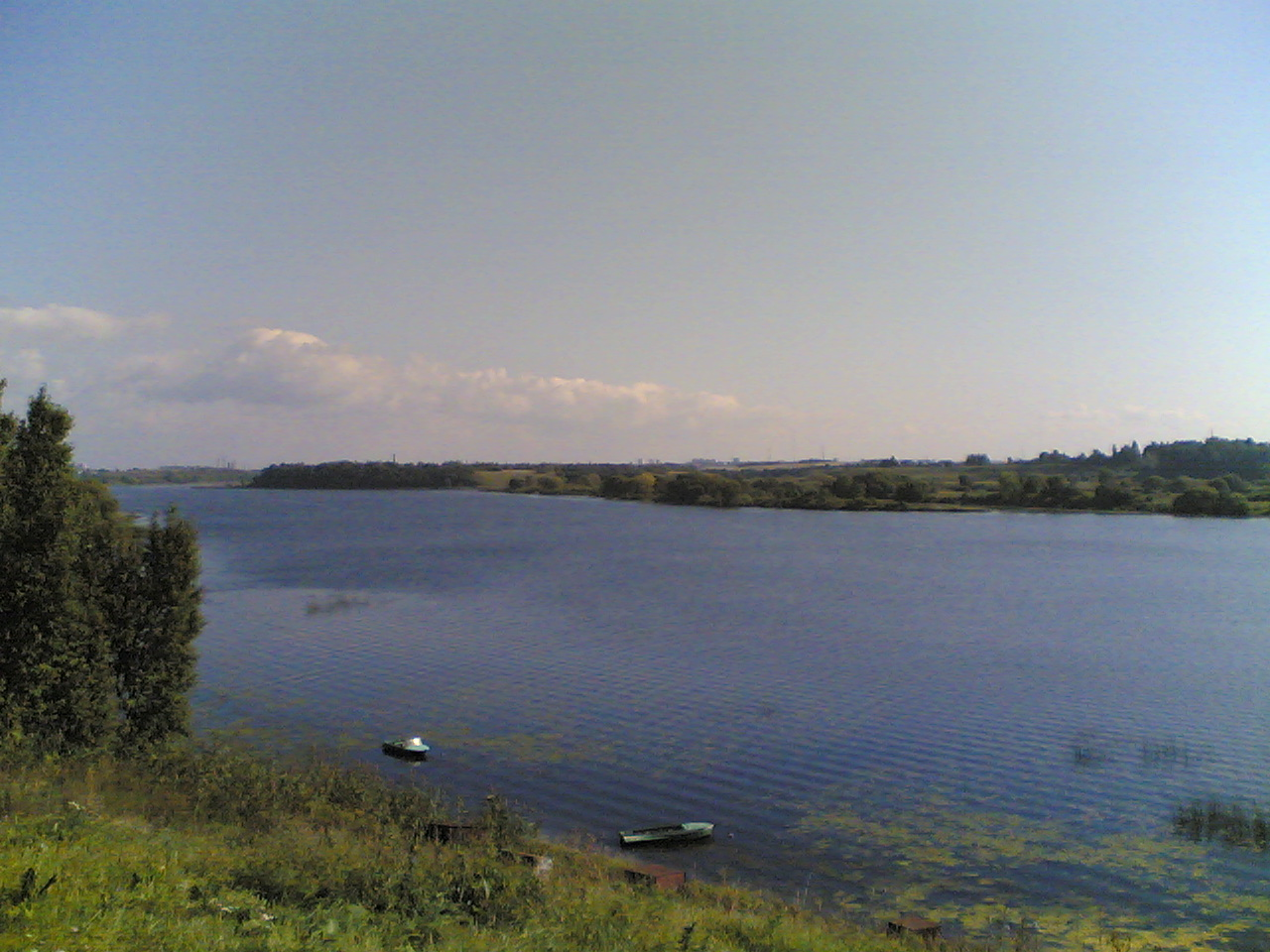
Вид на Великую из д. Писковичи Псковского района
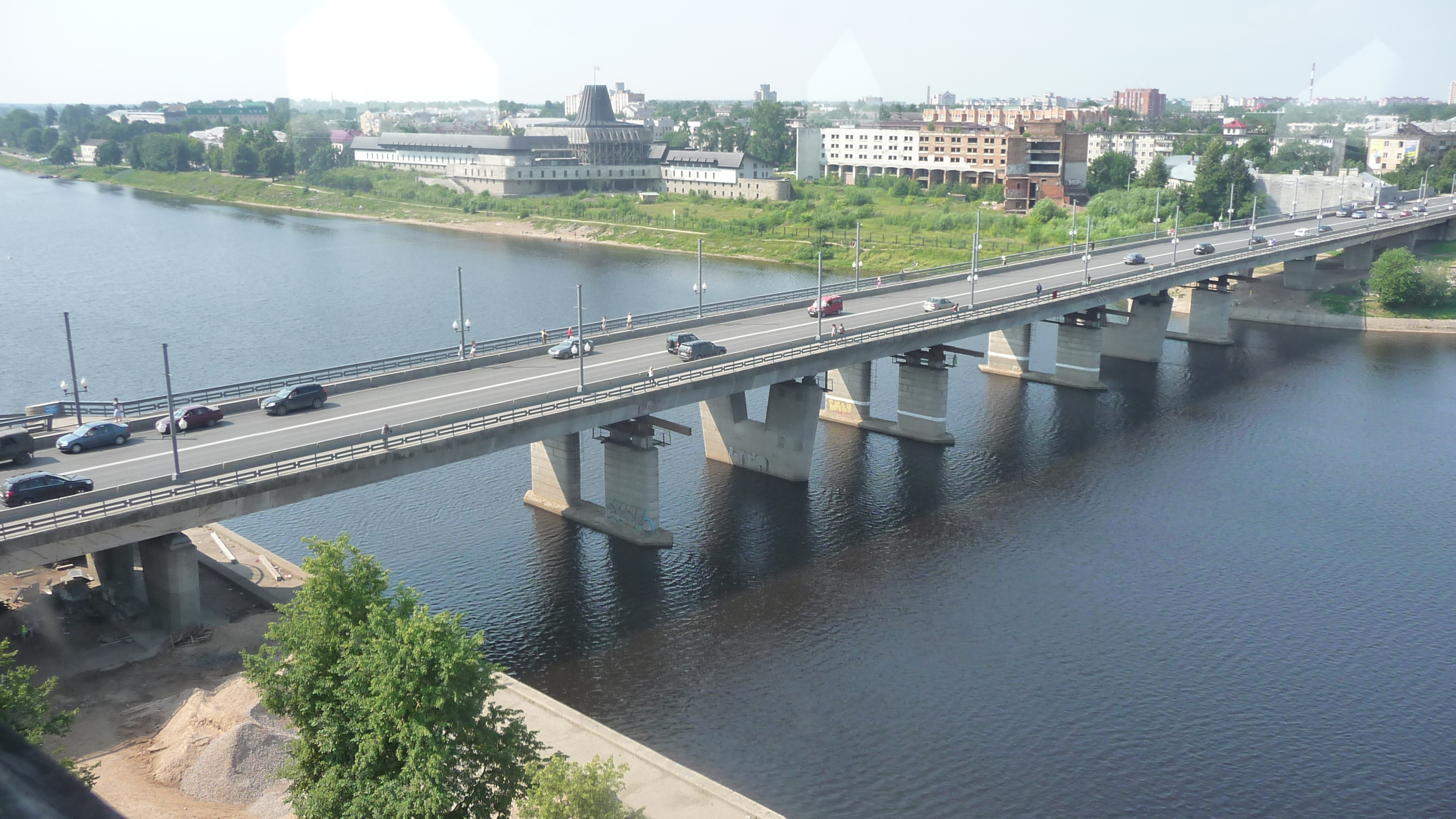
Вид на Великую и Ольгинский мост из Власьевской башни Псковского Кремля
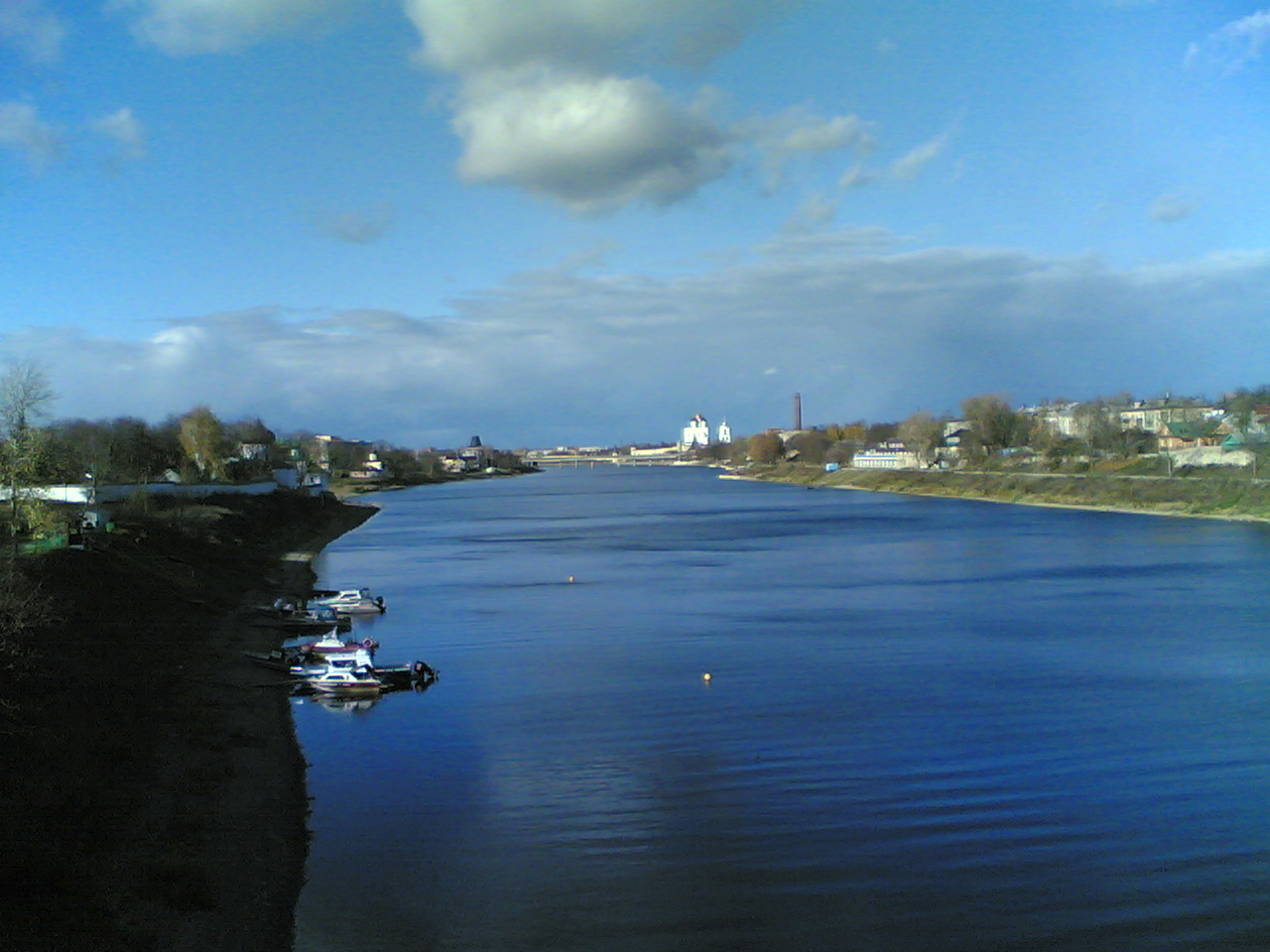
Вид с моста 50-летия Октября
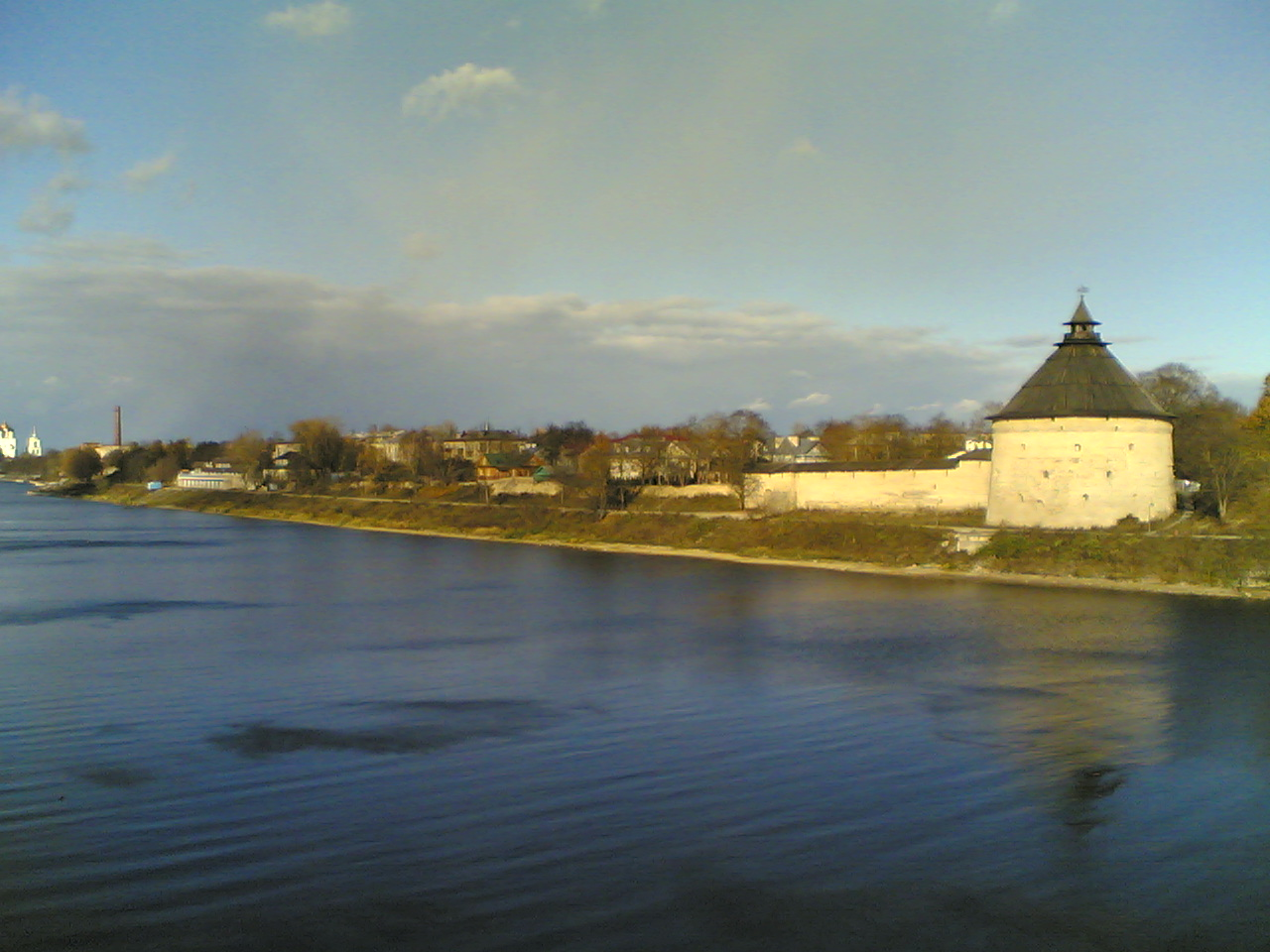
У Покровской башни
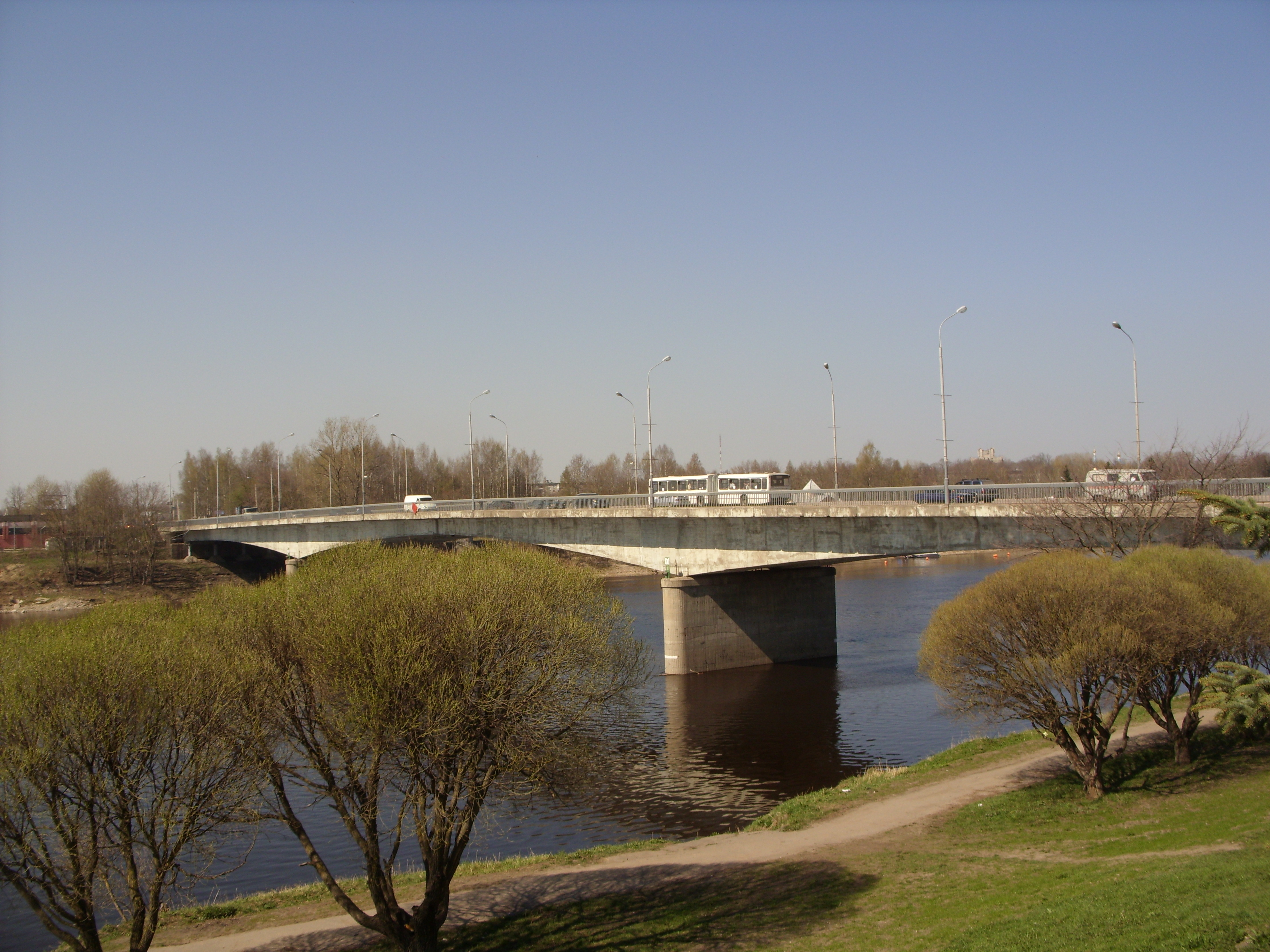
Вид на Великую и Мост Имени 50-летия Октября в Пскове
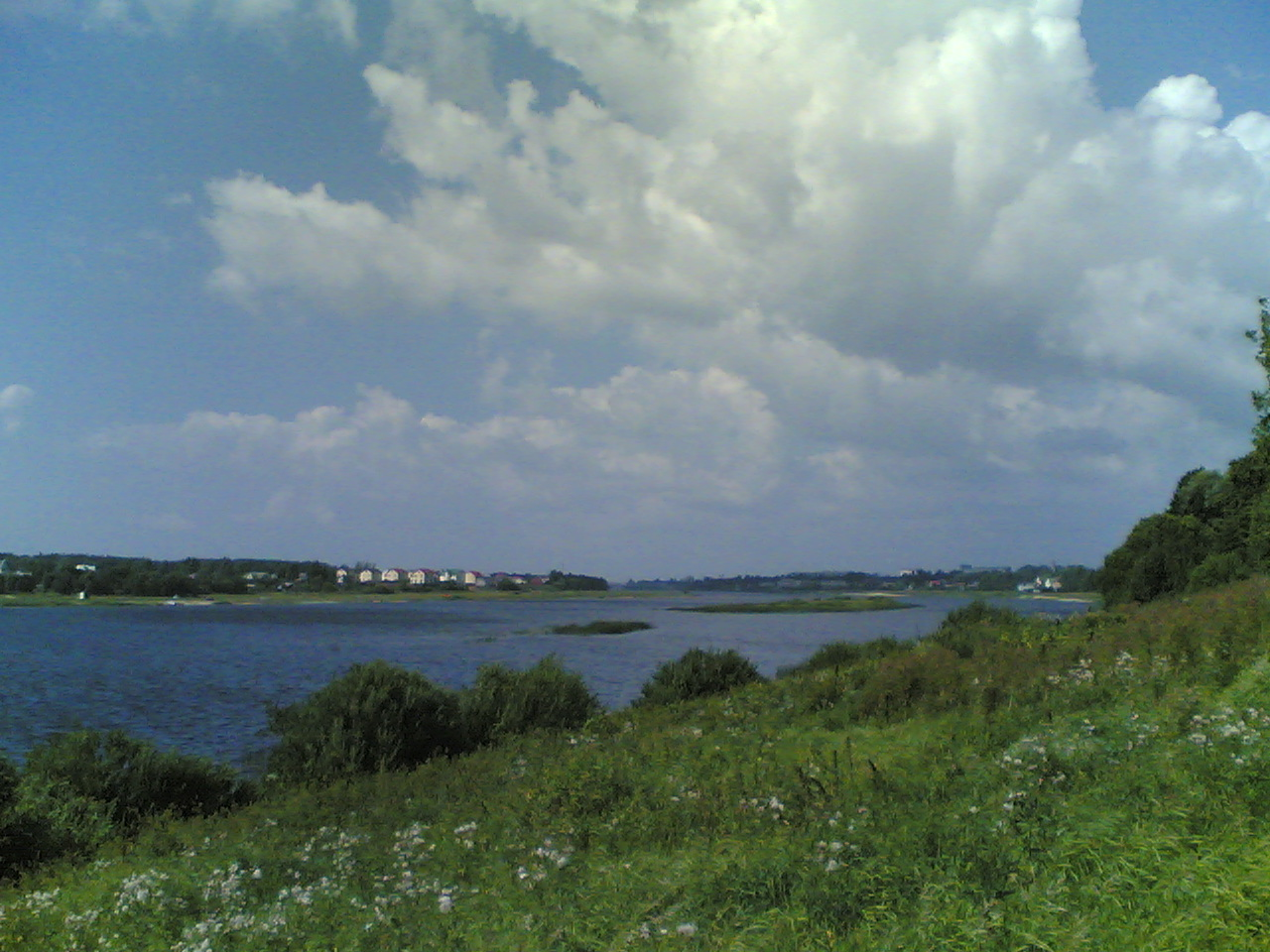
Вид на Великую из Промежиц в г. Псков
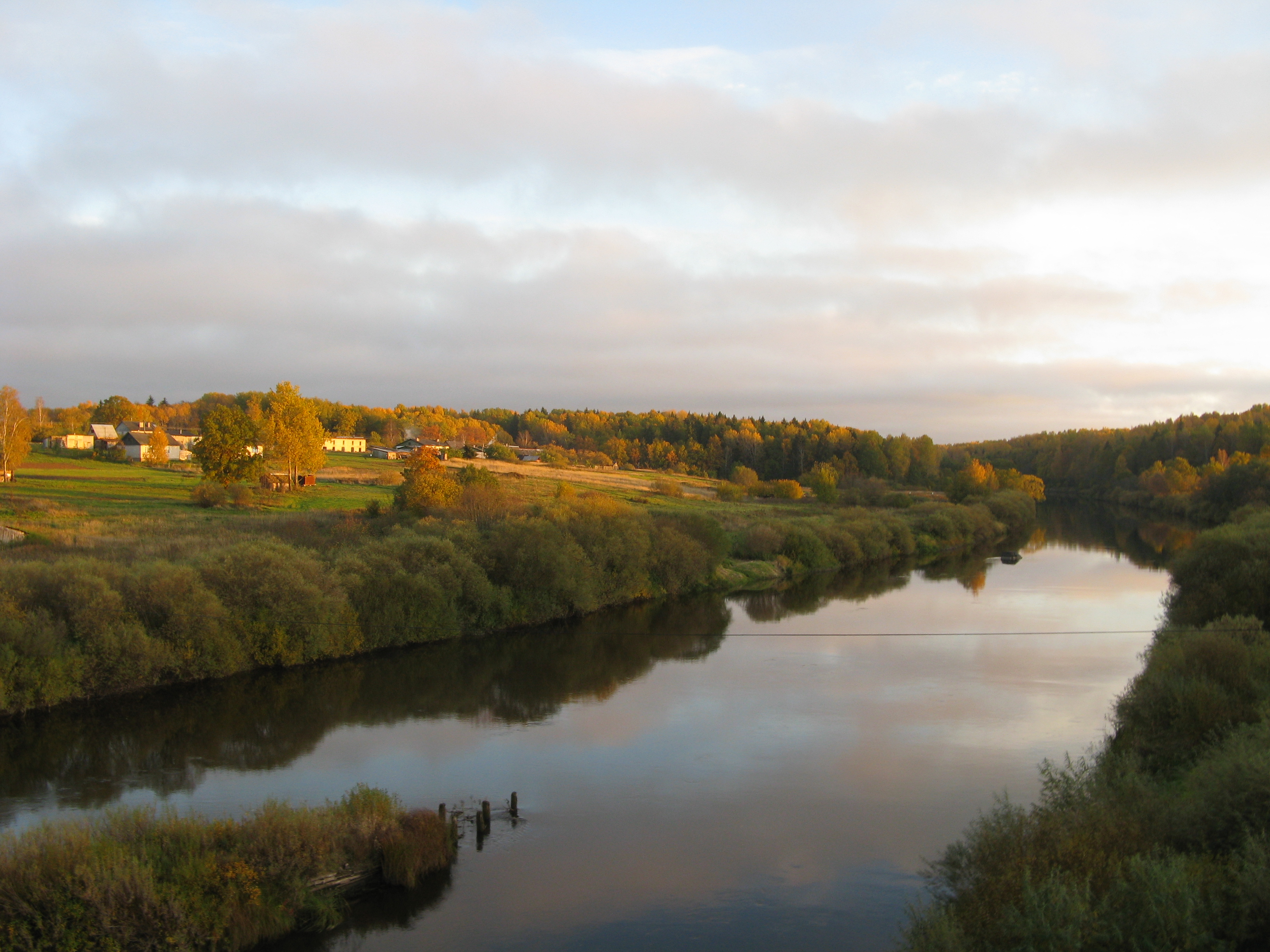
Вид на Великую в д. Селихново в Пушкиногорье
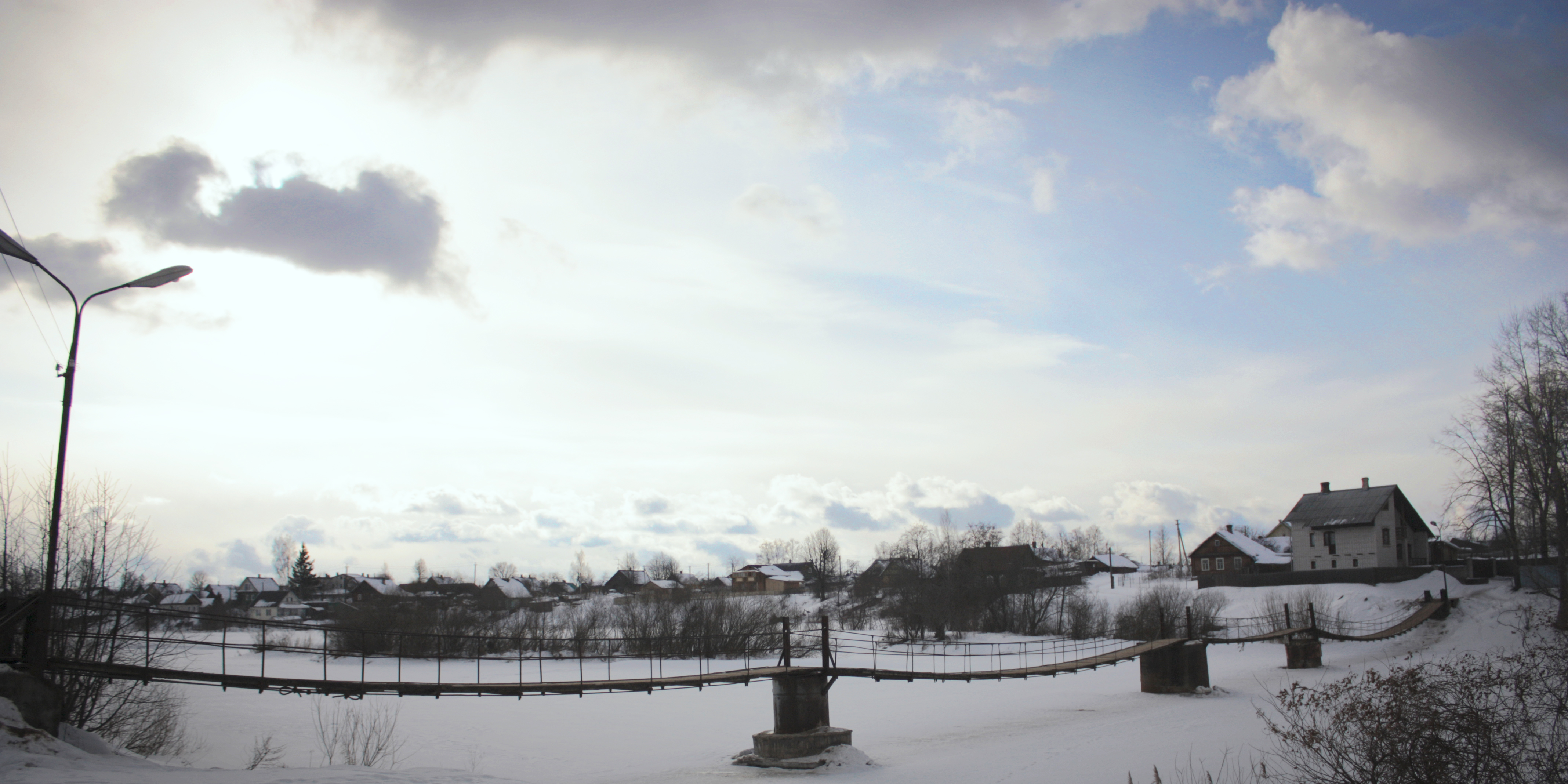
Вид на висячий мост через Великую в Опочке
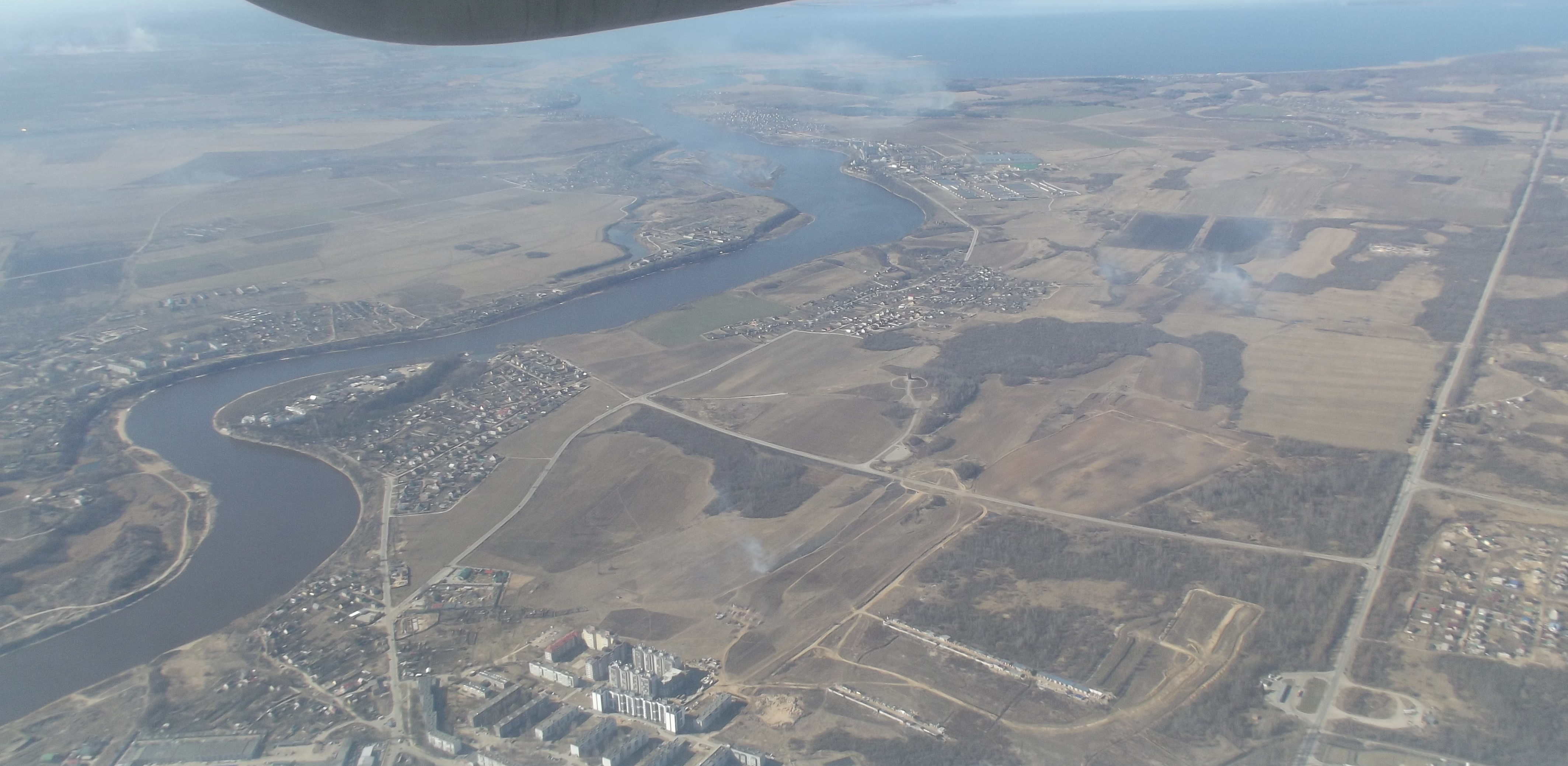
Река Великая впадает в Псковское озеро. Вид с самолёта со стороны города Пскова